# Стахановська (станція метро)
55°43′39″ пн. ш. 37°45′05″ сх. д. / 55.72750° пн. ш. 37.75139° сх. д.
«Стахановська» (рос. Стахановская) — станція Некрасовської лінії Московського метрополітену. Розташована у Рязанському районі (ПСАО), названа по Стахановській вулиці. Відкрита 27 березня 2020 у складі дільниці Лефортово — Косино.

## Технічна характеристика
Конструкція станції — колонна трипрогінна мілкого закладення (глибина закладення — 19 метрів). З двома береговими платформами, довжина станційного комплексу — 218 м, ширина — 38 м.

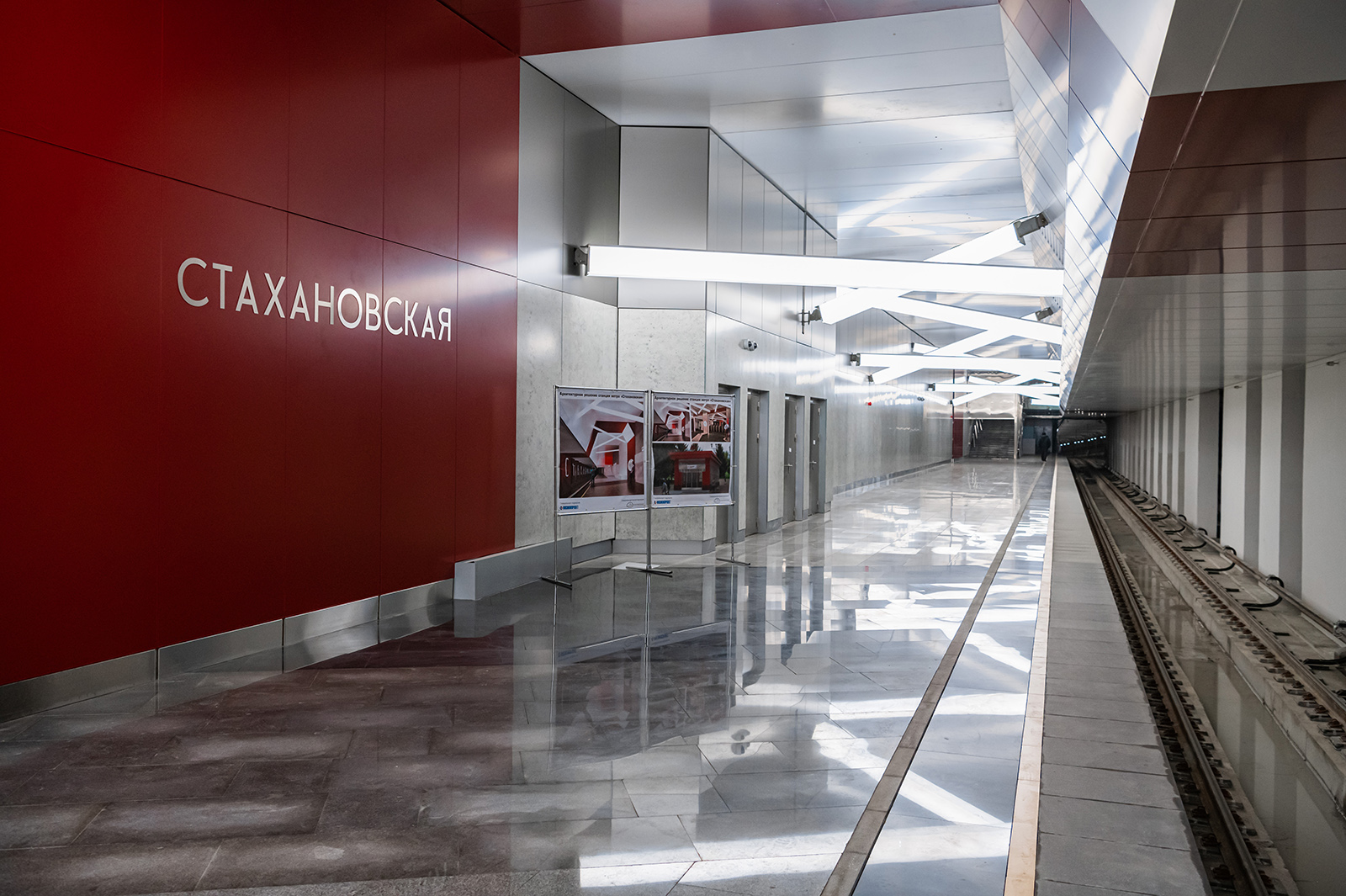
Платформа
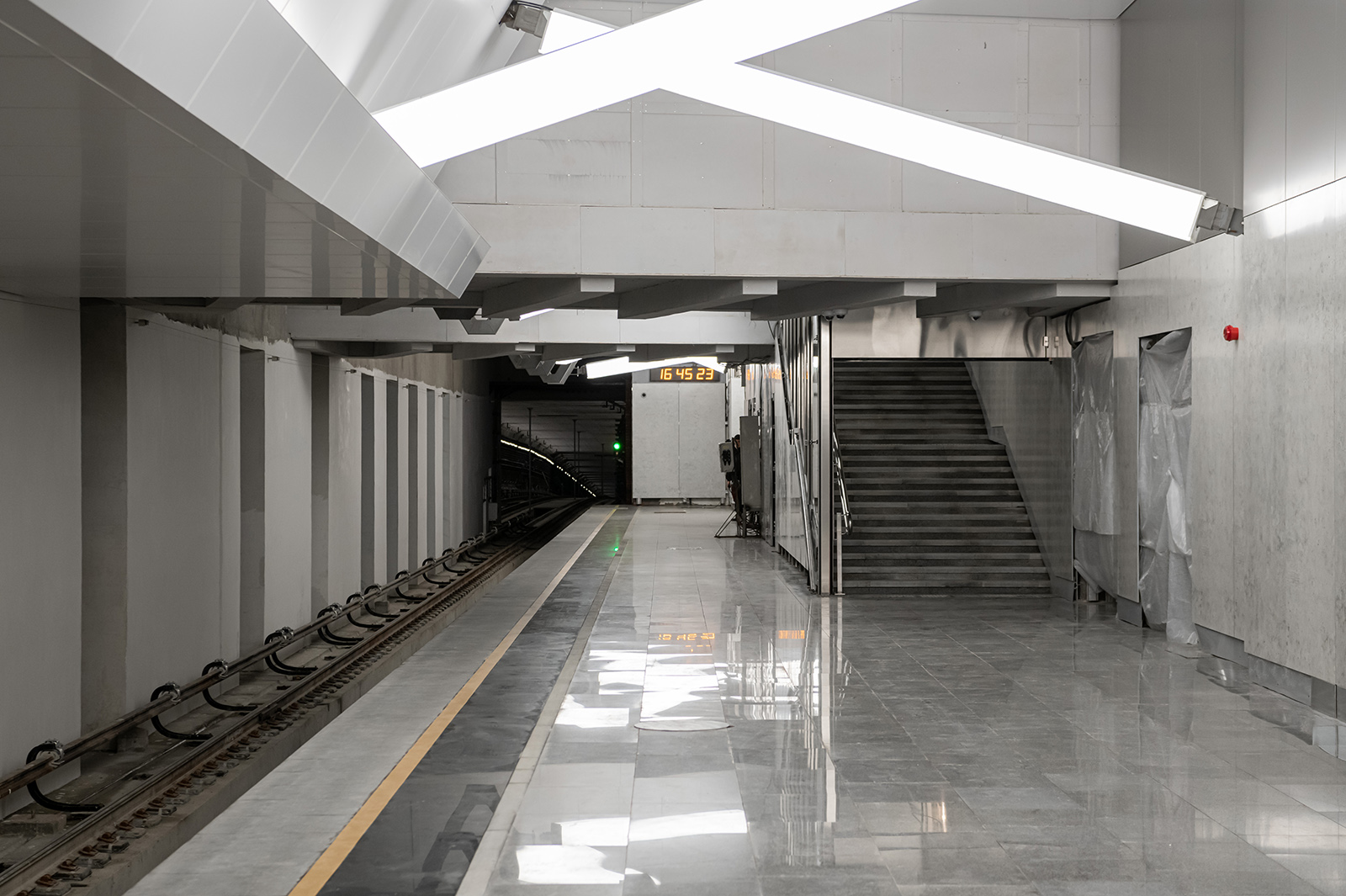
Платформа і сходи

## Колійний розвиток
Станція без колійного розвитку.

## Розташування
Станція розташована під рогом Рязанського проспекту та 2-го Грайвороновського проїзду.

## Оздоблення
Оздоблення виконано в дусі російського авангарду 1920-х — 1930-х років, що за задумом проектувальників має нагадувати про «трудові звершення радянських людей, збірним образом яких з 1930-х років став "стаханівський рух". Основними кольорами в обробці станції будуть червоний, сірий і чорний. Стіни оздоблені керамогранітом, сірими перламутровими панелями, а також металокерамічними панелями, прикрашеними принтами. Підлога станції оздоблена сірим гранітом і габро, під стелею розташовані світлові балки, вкриті молочним склом